# 哈雷爾·萊維
哈雷爾·利維（英語：Harel Levy，1978年8月5日—），以色列男子職業網球運動員。
利維的單打排名最好的是30位（2001年），他最好的雙打排名是71位（2008年）。
利維與諾姆·奧肯和杜迪·塞拉是以色列在過去的幾年裡打得最好的選手，也是猶太裔職業網球運動員之一。
在職業生涯被以色列軍隊服務和嚴重的髖關節手術中斷，他最好的成績，包括擊敗皮特·桑普拉斯、張德培、伊戈爾·安德烈耶夫、和伊戈爾·昆尼辛，在多倫多大師賽和諾丁漢打進了單打決賽，在羅得島紐波特贏得了雙打冠軍。

## 大師賽

### 男單亞軍（1）
| 年度 | 賽事                 | 場地 | 決賽對手 | 對手國籍 | 勝方比分 |
| 2000 | 加拿大大師賽(多倫多) | 硬地 | 薩芬     | 俄羅斯   | 6-2, 6-3 |

## 外部連結
- 哈雷爾·萊維（英文/西班牙文）的官方資料
- 哈雷爾·萊維的國際網球總會 職業／青少年 官方資料（英文）
- 哈雷爾·萊維的官方資料（英文）